# Carpinus hebestroma
Carpinus hebestroma — вид квіткових рослин, дерево з родини березових. Поширення: Тайвань. Росте на висотах від 1000 до 1500 метрів.

## Середовище
Населяє ліси на гірських схилах.

## Біоморфологічна характеристика
Дерево до 8 м заввишки; кора темно-сіра. Гілочки пурпурно-коричневі, тонкі, запушені. Черешок тонкий, 7–10 мм, запушений. Листкова пластинка ланцетна або яйцеподібно-ланцетна, 5–5.5 × 1.4–1.5(1.8) см, майже гола, основа майже закруглена, край нерівномірно та просто пільчастий, верхівка загострена; бічні жилки 11 або 12 з кожного боку від середньої жилки. Жіноче суцвіття 3–3.5 × ≈ 1.5 см. Горішок яйцеподібний, ≈ 2.5 × 1.5 мм, густо опушений, ворсинчастий на верхівці, рідко смолистий, залозистий, ребристий. Цвітіння: травень — липень, плодіння: липень — вересень.

## Використання
Інформація про використання або торгівлю цим видом відсутня.